# Чорний Жеребець (заказник)
Чо́рний Жеребе́ць — загальнозоологічний заказник місцевого значення. Розташований у Лиманському районі Донецької області.
Заказник розташований на території Ямполівського лісництва і входить до складу Національного природного парку «Святі гори». Площа заказника становить 223 га.
Заказник є місцем зростання чорновільшанників по річці Чорний Жеребець, які займають 70% території заказнику. Вік дерев становить близько 80—100 років.
У 1980-ті роки на території заказника були зареєстровані поселення бобрів, а також сірих чапель. Поселення бобрів були першими, виявленими на території Донецької області, що стало приводом для створення заказнику. Статус заказника присвоєно рішенням облвиконкому № 549 від 24 грудня 1986 з метою збереження чорновільшанних лісів.
Координати: 48°58′12″ пн. ш. 38°00′00″ сх. д. / 48.97000° пн. ш. 38.00000° сх. д..
Скасований згідно з рішенням Донецької обласної ради № 4/18-508 від 02.10.2004 року .